# Avra Theodoropoulou

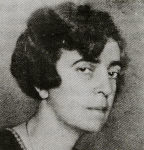
Avra Theodoropoulou (etwa 1915)

Avra Theodoropoulou (griechisch Αύρα Θεοδωροπούλου; * 3. November 1880 in Edirne, griechisch Adrianopolis, Osmanisches Reich; † 20. Januar 1963) war eine griechische Frauenrechtlerin, Musikkritikerin und Schriftstellerin.

## Leben
Avra Theodoropoulou war eine der führenden Gestalten der griechischen Frauenbewegung. Zu ihren zahlreichen Aktivitäten zählte ihre Tätigkeit als Musikerin, während der sie von 1900 bis 1957 Klavier und Musikgeschichte lehrte. Sie war sehr stark publizistisch tätig und verfasste eine Reihe von musikwissenschaftlichen Studien.
Theodoropoulou arbeitete für zahlreiche Zeitschriften und Zeitungen. Sie sprach Französisch, Englisch und Deutsch. Zu ihren literarischen Werken zählen Kurzgeschichten und Theaterstücke.
Auf Grund ihres starken sozialen Engagements meldete sie sich in den Kriegen von 1897 bis 1940 als Krankenschwester freiwillig. Sie begründete eine Reihe von kulturellen und sozialen Organisationen. Von besonderer Bedeutung war ihre Rolle in der griechischen Frauenbewegung. Sie begründete 1920 den „Verband für die Rechte der Frau“, den sie auf internationalen Kongressen jahrzehntelang nach außen vertrat. Ab 1923 war sie auch Chefredakteurin der Zeitschrift Der Kampf der Frau, die der Verband herausgab.

## Werke
In deutscher Übersetzung liegt ihre Erzählung Die Brautkränze vor (in Frauen in Griechenland. Erzählungen. München, 1991).